# Samiam
A Samiam amerikai punkegyüttes. 1988-ban alakult a kaliforniai Berkeley-ben. Az együttes az Isocracy nevű zenei társulat feloszlása után alakult. A Samiam punk-rockot, post-hardcore-t, emo-t és pop punkot játszik. Első nagylemezük 1990-ben jelent meg. A zenekar bejelentette, hogy új stúdióalbumon dolgozik.

## Diszkográfia
- Samiam (1990)
- Soar (1991)
- Billy (1992)
- Clumsy (1994)
- You're Freaking Me Out (1997)
- Astray (2000)
- Whatever's Got You Down (2006)
- Trips (2011)

## Egyéb kiadványok
- Underground (EP, 1989)
- I Am (EP, 1990)
- Beauf (demó, 1991)
- Samiam / Jawbreaker (split lemez, 1992)
- LIVE (EP/koncertalbum, 1992)
- Faces the Facts w/Eight Ball, Rise & ABS (split lemez, 1992)
- Don't Break Me (EP, 1992)
- Stump (EP, 1992)
- Ping Pong Gods (split lemez, 1996)
- Glow (split lemez, 1997)
- She Found You (EP, 1997)
- Factory (kislemez, 1997)
- Search and Destroy (1999)
- Mudhill (kislemez, 2000)
- The New Red Years (válogatáslemez, 2000)
- Orphan Works (válogatáslemez, 2010)
- Complete Control Sessions (válogatáslemez, 2012)